# Gibson Brands

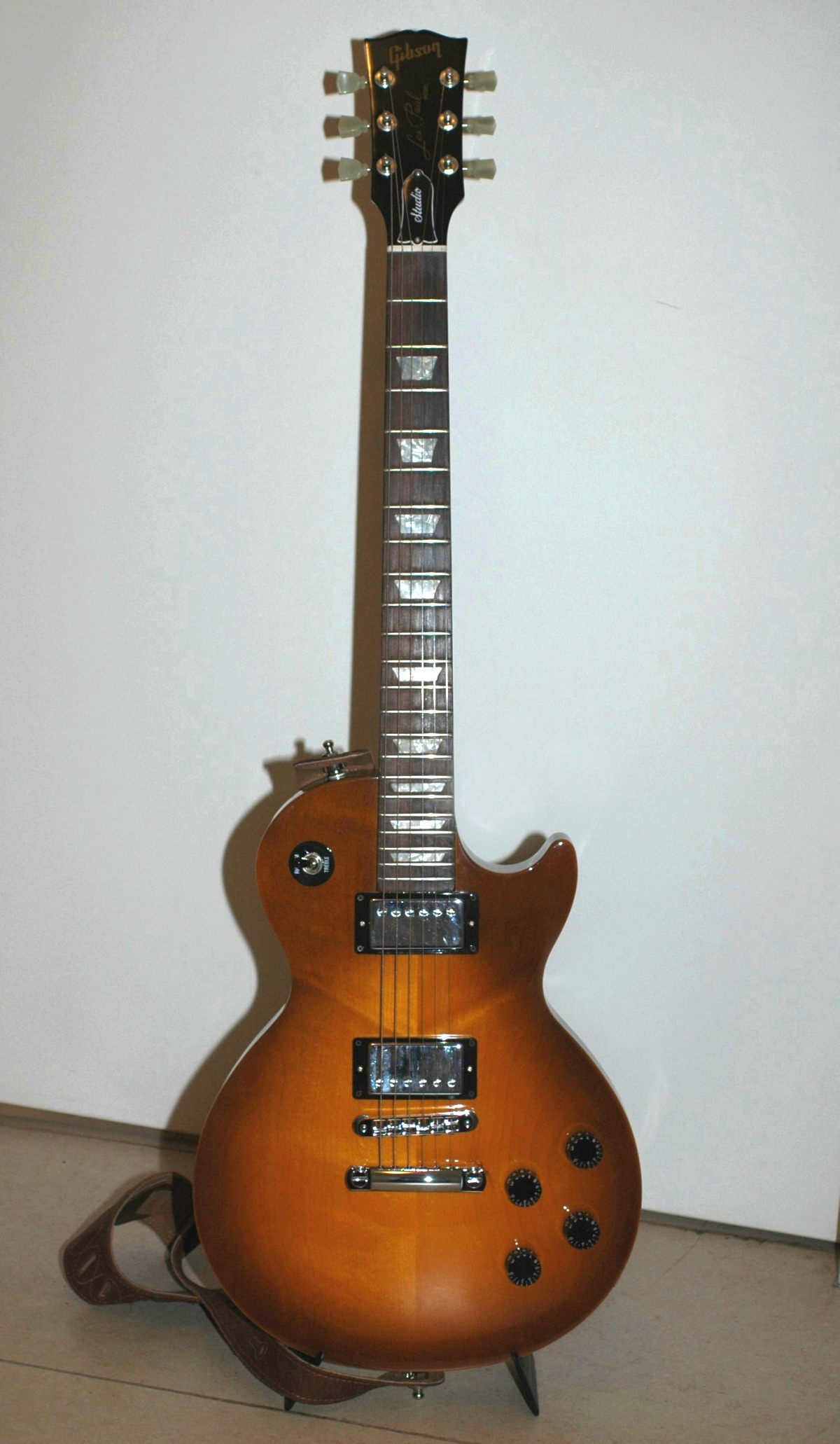
Gibson Les Paul Studio.

Gibson Brands, Inc., tidigare Gibson Guitar Corporation, är en av världens största och mest kända gitarrtillverkare. 

## Historia
Orville Gibson, som egentligen var kypare i staden Kalamazooi Michigani USA, började bygga mandoliner och gitarrer hemma i sin verkstad 1894. 1902 startade företaget Gibson under namnet The Gibson Mandolin-Guitar Co., Ltd. Det organiserades av en grupp affärsmän från Kalamazoo med syftet att sälja Orvilles instrument.
I början byggde företaget mest mandoliner men började även bygga banjoer när intresset för dessa ökade under 1920-talet, vilket ledde till det nya företagsnamnet "Gibson, Inc.", år 1923, och gitarrer när de blev populära på 1930-talet. Under 1920- och 1930-talen skapade Gibson många nya trender inom gitarrdesignen, och blev den ledande tillverkaren av ”archtop”-gitarrer, speciellt modellen Gibson L5. 1936 introducerade de sin första ”spansk-elektriska” (se halvakustisk gitarr) modell, ES-150, som brukar ses som den första kommersiellt framgångsrika elgitarren.
Under andra världskriget tillverkades gitarrer kända som "Banners" av kvinnor som kallats in på grund av kriget. De kallas banners då de levererades med en dekal i toppen. 9000 "Banners" kom att tillverkas under kriget. 1952 släppte Gibson en gitarr med solid kropp (det vill säga utan resonanslåda), designad i samarbete med den populäre gitarristen Les Paul. Les Paul hade ett nära samarbete med företaget fram till sin pension, och har genom åren bidragit med många innovationer. I slutet av 1950-talet hade Gibson utvecklat flera nya designer, inklusive de kända Gibson Explorer och Flying V och den halvakustiska ES-335. Även ”humbucker”-mikrofonerna hade blivit introducerade. Les Paul-gitarrerna slutade tillverkas 1961 för att ersättas av Gibson SG. Mot slutet av 1960-talet togs tillverkningen av Les Paul upp igen efter att kända gitarrister som Eric Clapton och Peter Green börjat använda sig av dem.
AB Albin Hagström hade, i egenskap av importör, introducerat Gibson på den svenska marknaden. När den första egentillverkade Hagströmgitarren presenterades 1958, var den tydligt inspirerad av Gibson Les Paul.
Produktionen i Nashville startade 1974 och instrument tillverkades i både Kalamazoo och Nashville fram till 1984, då fabriken i Kalamazoo stängdes och Gibsons högkvarter flyttades till Nashville. Gibson har även en fabrik i Memphis, Tennessee där deras Custom Shop-gitarrer tillverkas och säljs, och ytterligare en i Bozeman i Montana, där Gibsons akustiska gitarrer tillverkas.
Gibson ansökte om konkurs i maj 2018 efter över ett sekels existens, men företaget återhämtade sig i oktober med en ny VD och kunde fortsätta sin verksamhet.

## Verksamhet
Gibson är känt för att tillverka gitarrer som håller hög kvalité, men de har också ett högt pris. Därför tillverkar dotterbolaget Epiphone billigare varianter av Gibsons bäst sålda gitarrer. De är gjorda av lågprismaterial och med sämre hantverk än originalen.
Andra företag som ägs av Gibson är Kramer och Steinberger (gitarrer), Tobias (elbasar), Baldwin (pianon), Oberheim (effektprocessorer och MIDI-utrustning) och Slingerland (trummor). Gibson tillverkar också Gibson-märkta förstärkare. Heritage Guitars är ett självständigt företag som skapades av före detta Gibsonanställda i samband med Gibsons flytt till Nashville. Många av Gibsons countryinstrument, till exempel banjo och fiol, är samlade i ”Gibson Bluegrass Showcase” vid Opry Mills Mall i Nashville. Minifabriken är öppen för allmänheten och har en affär där hela Gibsons sortiment finns tillgängligt.
Företaget sponsrar också tv-spelet Guitar Hero, där man endast kan använda Gibson-gitarrer. Några av dem är Gibson Explorer, Gibson Firebird, Gibson Flying V, Les Paul, Gibson SG och två olika ES-gitarrer.

## Gibsons elgitarrer
| - Gibson EDS-1275 - Gibson ES-175 - Gibson ES-150 - Gibson ES-125 - Gibson ES-135 - Gibson ES-225 - Gibson ES-335 - Gibson ES-345 | - Gibson Explorer - Gibson Firebird - Gibson Flying V, eller V-factor - Gibson Futura - Gibson L5 - Gibson L6, eller L6 S - Gibson Les Paul | - Gibson Les Paul Junior - Gibson Melody Maker - Gibson RD - Gibson S-1 - Gibson SG - Gibson Robot Guitar - Gibson The Paul |

## Gibsons akustiska gitarrer
- Gibson Advanced Jumbo